# La meva noia és una extraterrestre
La meva noia és una extraterrestre (títol original: My Stepmother Is an Alien) és una pel·lícula estatunidenca dirigida per Richard Benjamin, estrenada el 1988. Ha estat doblada al català.

## Argument
Steven Mills és un brillant radioastrònom que aconsegueix enviar una ona de ràdio a la galàxia més propera en el moment d'una forta tempesta, les sotragades violentes ocasionades aquesta vegada provoquen la seva marxa de l'establiment científic, molt de pressa, coneix Celeste, una jove que té un fort interès per aquesta experiència increïble.

## Repartiment
- Dan Aykroyd: Steven Mills
- Kim Basinger: Celeste Martin
- Jon Lovitz: Ron Mills
- Alyson Hannigan: Jessie Mills
- Joseph Maher: Lucas Budlong
- Seth Green: Fred Glass
- Ann Prentiss: The Bag (veu)
- Wesley Mann: Grady
- Tony Jay: el cap del consell
- Peter Bromilow: el segon
- Nina Henderson: el caixer
- Harry Shearer: la veu de Carl Sagan
- Adrian Sparks: el doctor Morosini
- Juliette Lewis: Lexie, l'amic de Jessie
- Tanya Fenmore: Ellen, l'amic de Jessie

## Al voltant de la pel·lícula
- El rodatge s'ha desenvolupat a Califòrnia del febrer fins al maig de 1988. Els exteriors de l'edifici SETI van ser rodats a Thousand Oaks.
- L'actriu Shelley Long havia estat temptada pels productors per interpretar el paper de Celeste.
- Originalment escrit per Jerico, el guió experimenta nombroses revisions per Frank Galati, Richard Benner, Susan Rice, Herschel Weingrod, Timothy Harris, Paul Rudnick, Debra Frank, Carl Sautter i Jonathan Reynolds. Només quatre d'ells sortiran als crèdits.
- La meva noia és una extraterrestre marca el començament en el cinema de l'actriu Juliette Lewis.

## Banda original
- Kiss, interpretat per Art Of Noise i Tom Jones
- Room To Move, interpretat per Animotion
- I Like The World, interpretat per Cameo
- One Good Lover, interpretat per Siren
- Pump Up The Volume, interpretat per M.A.R.R.S.
- Did You Ever Have The Feeling, interpretat per Jimmy Durante
- Be The One, interpretat per Jackie Jackson
- Whole Night, interpretat per The Mighty Sparrow
- Hot Wives, interpretat per Dan Aykroyd i Kim Basinger
- Not Just Another Girl, interpretat per Ivan Neville
- Thème de The Monkees, compost per Bobby Hart i Toomy Boyce
- I'm Popeye The Sailor Man, compost per Samuel Lerner
- I'm Looking Over My Dead Dog Rover, compost per Dave Whited i Hank Landsberg

## Nominacions
- A la millor pel·lícula fantàstica i millor jove actriu per Alyson Hannigan, al Premi Young Artists 1989.
- A la millor pel·lícula de ciència-ficció i millor actriu per Kim Basinger, per l'Academia del cinema de ciència-ficció, fantàstic i de terror el 1990.